# Bartha Miklós
Bartha Miklós (Rugonfalva, 1848. november 14. – Budapest, 1905. október 19.) magyar jogász, publicista, politikus, országgyűlési képviselő.

## Életútja
A budapesti egyetemen szerzett jogi diplomát, majd 1872-től Udvarhelyszék (1876-tól Udvarhely vármegye) aljegyzőjeként működött. 1873-ban egy időközi választáson Udvarhelyszék egyik országgyűlési képviselője lett a Balközép Párt programjával. 1874-ben alapító tagja volt a Negyvennyolcas Függetlenségi Pártnak, azonban a párt programjával az 1875-ös választásokon elbukott. Emiatt egy időre visszavonult gazdálkodni, de a politizálással nem hagyott fel. Egyik konzervatív ellenzéki vezére lett a szabadelvű párti kormányoknak, 1880-ban Kolozsvárott megalapította az Ellenzék c. napilapot, melynek 1895-ig felelős, majd 1895-től főszerkesztője lett. Éles cikksorozatokban és szónoklatokban támadta a mindenkori kormánypolitikát. 1880-ban egyik politikai cikke miatt két katonatiszt rátámadt a szobájában, s megsebesítette. Az affér nagyban hozzájárult, hogy az eset helyszínén, Kolozsvárott az 1881-es választásokon egyhangú szavazással lett ismét országgyűlési képviselő. Az 1884-es választásokon sikerült ismét a parlamentbe jutnia, azonban 1887-ben nem, viszont az oklándi időközi választást megnyerve mégis csatlakozhatott ehhez a képviselői ciklushoz is. 1892-ben ismét megválasztották, 1896-ban azonban megint nem. Ekkor a Terényi Lajos halálával megüresedett gyulai kerületben kiírt időközi választáson indult, melyet elhódított, így újfent bejutott az országgyűlésbe.
1882 végén kísérletet tett egy Magyar Egylet létrehozására (a már létező román párja, az ASTRA mintájára, ellensúlyozásaként); néhány év múlva ennek a kezdeményezésnek eredményeként jött létre az Erdélyrészi Magyar Közművelődési Egyesület (EMKE). 1890-ben a pártszakadáskor csatlakozott a szakadár Függetlenségi és 48-as (Ugron) Párthoz, s abban alelnök lett. 1891-től a Magyar Hírlap, 1893-tól a Magyarország vezércikkírója, s Budapestre költözött. 1898-ban tagjává választotta a Petőfi Társaság. 1901-ben lemondott az Ugron-pártban viselt elnöki tisztségéről, s csatlakozott Szederkényi Nándor csoportjához, ahonnét 1904 novemberében átült a Függetlenségi és Negyvennyolcas Pártba. Az 1905-ös választásokon már régi pártja színeiben választották újra Zentán.
Politikai szónoklatai és cikkei mellett színes útirajzokban számolt be Olaszországban, Franciaországban, Kazár földön tett utazásainak élményeiről. Drámaírással is próbálkozott, 1888-ban Melanie, 1902-ben A feleség c. drámáját mutatta be a Kolozsvári Nemzeti Színház és a budapesti Vígszínház.

## Halála

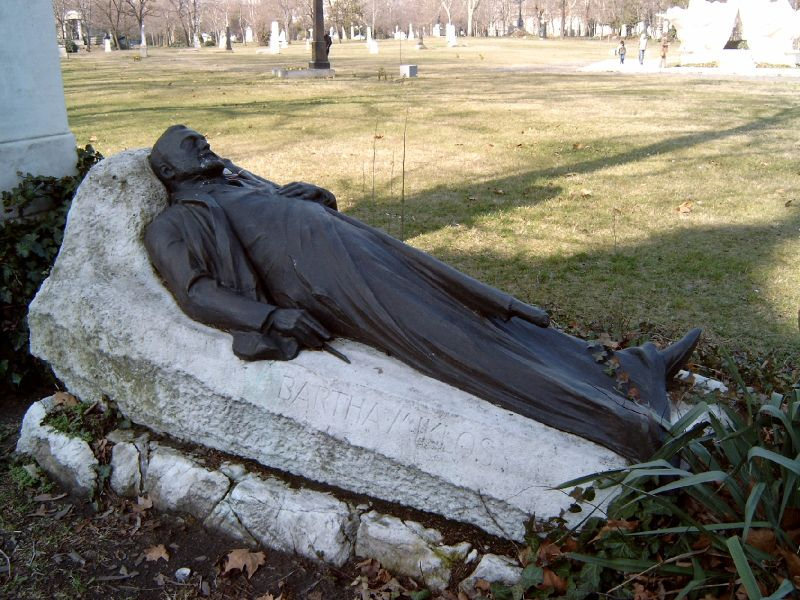
Sírja a Fiumei úti sírkertben (28. parcella, díszsor-42.). Tátray Lajos és Kallós Ede alkotása, 1907

Bartha Miklós 1905 októberében hirtelen hunyt el. Haláláról a Budapesti Hirlap október 20-i száma a következőket írta:
„Bartha    Miklós   régibb  idő   óta    betegeskedett. Gyomorbajos  volt,    de    halálát    nem  ez  a  betegség okozta.     Két     héttel ezelőtt     választókerületében, Zentán  volt,   a  hol  beszámolót   mondott.    Az    úton meghűlt    és  hazajövet    ágyba    feküdt.  Tegnap  jobban  lett  és  elhatározta,   hogy   a  legközelebbi  napokban,    mint  minden  évben   ilyen   időtájban,   most  is Lussin-Biccolóba   megy   üdülni.   Ma   este   fél nyolckor  rosszabbul  lett,  mire  felesége  elhivatta  házi  orvosukat, Imrédy  Béla  doktort.    Negyedóráig    maradt az  orvos  a  betegnél.  Távozása  után  Bartha  vacsorához   látott.   Könnyű   ételt    evett,   darát   tejben.   Pár perc  múlva,  ekkor  fél kilenc  volt, evés  közben  hirtelen  lefordult  a  székről.  Azonnal  újra  orvost  hivattak, de    az  orvos  nem  segíthetett,   Bartha   Miklós    már meghalt.   Az   orvos agyszélhüdést   állapított  meg    a halál   okául.   Bartha,   az   orvos    szerint,     rendkívül vérszegény  volt  s   ebből  keletkezett  gyakori  főfájása.Temetése  szombaton   délután   három   órakor  lesz    a Deák   Ferenc-utca  15.  száma   alatt  levő   lakásáról.”

## Művei
- A Függetlenségi Párt; Ajtai Ny., Kolozsvár, 1890
- Hangulatok. Budapest, 1898
- Kazár földön (útinapló). Kolozsvár, 1901
- A feleség (színmű) 1902
- Összegyűjtött munkái. I-VI. köt. Budapest, 1908–1913
- Verőfény. Hangulatok; Bolyai Akadémia, Budapest, 1940 (Bolyai könyvek)
- Riadj, magyar! Bartha Miklós válogatott képviselőházi beszédei és nemzetpolitikai írásai, 1880–1905; szerk., bev. Szabó Pál Csaba; Ábel Alapítvány, Budapest, 2011
- Válogatott nemzetpolitikai írások; bev. Botlik József; Lakiteleki Tölgy Alapítvány, Lakitelek, 2016
- Nemzetpolitikai írások; vál., szerk., jegyz. Vincze Gábor; Székelyföld Alapítvány, Csíkszereda, 2018 (Székely könyvtár)

## Emlékezete
- 1925-ben tiszteletére megalapították a Bartha Miklós Társaságot (BMT).